# Oxyopes pallidus
Oxyopes pallidus là một loài nhện trong họ Oxyopidae.
Loài này thuộc chi Oxyopes. Oxyopes pallidus được Carl Ludwig Koch miêu tả năm 1838.